# Nawasch Phupantachsee
Nawasch Phupantachsee (tiếng Thái: ณวัสน์ ภู่พันธัชสีห์, phiên âm: Na-vát Phu-pan-tha-cha-si, sinh ngày 15 tháng 01 năm 1996) còn có nghệ danh là Pon (ภณ), là một diễn viên, người mẫu Thái Lan trực thuộc Channel 3. Anh được biết đến qua các vai diễn trong Tội lỗi màu hồng (2018), Lửa giấu nến (2019), Minh châu rực rỡ (2021)...

## Sự nghiệp
Anh ra mắt với tư cách diễn viên năm 2017 trong bộ phim truyền hình Sai Lub Jub Abb (Điệp viên săn gay) mà Boy Pakorn Chatborirak và Patricia Tanchanok Good đóng vai chính..
Năm 2018, anh trở thành nam chính trong bộ phim truyền hình Tra Barb See Chompoo (Tội lỗi màu hồng) với Bua Nalinthip Sakulongumpai. Nam diễn viên sở hữu ngoại hình điển trai, chiều cao lý tưởng đã chiếm trọn trái tim của bao cô gái. Sau khi tốt nghiệp đại học, Pon Nawasch chia sẻ anh sẽ tập trung nhiều cho công việc, không ngại ngần nhận các dự án phim nếu phù hợp..
Sau thành công khá lớn từ dự án Tra Barb See Chompoo (2018), năm 2019, Pon Nawash đảm nhận hai vai phụ cùng với các đàn chị đã có kinh nghiệm trong diễn xuất, là Nychaa Nuttanicha Dungwattanawanich và Mint Chalida Vijitvongthong. Hai bộ phim này có tên là Nuay Lub Salub Love (Đơn vị bí mật hoán đổi tình yêu) và Plerng Prang Tian (Lửa giấu nến).
Năm 2021, anh tái hợp với Nalinthip Sakulongumpai trong phim Minh châu rực rỡ.

## Các phim đã tham gia

### Phim truyền hình
| Năm  | Tên gốc                                         | Tên tiếng Việt                             | Vai                              | Đài |
| ---- | ----------------------------------------------- | ------------------------------------------ | -------------------------------- | --- |
| 2017 | Sai Lub Jub Abb                                 | Điệp viên săn gay                          | Panthit                          | CH3 |
| 2018 | Sanae Rak Nang Cin                              | Sức hút nàng lọ lem                        | Touch                            | CH3 |
| 2018 | Tra Barb See Chompoo                            | Ác mộng tình hồng / Tội lỗi màu hồng       | Patsakorn Phrompitak / "Peat"    | CH3 |
| 2019 | Nuay Lub Salub Love                             | Đơn vị bí mật hoán đổi tình yêu            | Anakim (Kim / Khong)             | CH3 |
| 2019 | Plerng Prang Tian                               | Lửa giấu nến                               | Benjamin Henry / Louis           | CH3 |
| 2020 | Toong Sanaeha                                   | Cánh đồng tình yêu                         | Thanh tra Nawasch                | CH3 |
| 2020 | Fak Fah Kiri Dao                                | Tình cuối chân trời                        | Santarakat / Sakai / Sky         | CH3 |
| 2021 | Praomook                                        | Minh châu rực rỡ                           | Chalunthorn Anantanapat / "Lun"  | CH3 |
| 2022 | Koo Wein                                        | Oan gia                                    | Naruebadee Phongsadilok / "Nick" | CH3 |
| 2023 | Sapai Sai Strong                                | Nàng dâu tinh quái                         | Noppanai                         | CH3 |
| 2023 | Krong Dok Sroi                                  | Duyên cấm lồng son                         | Phat                             | CH3 |
| 2023 | Prom Likit                                      | Định mệnh                                  | Anilabot                         | CH3 |
| 2025 | Khun Phi Jao Kha... Dichan Pen Han Mi Chai Hong | Chàng ơi ta là ngỗng, không phải thiên nga | Thukkharat / "Chai"              | CH3 |
| 2025 | Eight Count                                     | TBA                                        | TBA                              | CH3 |
| TBA  | Keb Pandin                                      | Gìn giữ mảnh đất                           | Chulachart                       | CH3 |
| TBA  | Yiwa Datang                                     | TBA                                        | Yiam                             | CH3 |
| TBA  | Thatri                                          | TBA                                        | Thatri                           | CH3 |

## Âm nhạc

### Xuất hiện trong MV
| Năm  | Ca khúc                     | Ca sĩ thể hiện | Đóng với                 |
| ---- | --------------------------- | -------------- | ------------------------ |
| 2019 | "สบายดีหรือ" ("How are you?") | NUM KALA       | Nopjira Lerkkajornnamkul |
| 2020 | "ปล่อย" ("Let Go")           | NUM KALA       | Nopjira Lerkkajornnamkul |
| 2021 | "ใจ(ไม่)ร้าย" ("(Not) Cruel") | Yes'Sir Days   | Yeena Salas              |

### Ca khúc
| Năm  | Ca khúc                                 | Ghi chú                       |
| ---- | --------------------------------------- | ----------------------------- |
| 2020 | "ฟ้ากว้าง" ("Bầu trời rộng lớn")          | Nhạc phim Tình cuối chân trời |
| 2021 | "ใจเอ๋ย" ("Trái tim ơi") (phiên bản nam) | Nhạc phim Minh châu rực rỡ    |

## Giải thưởng và đề cử
| Năm  | Giải thưởng                                                                                | Hạng mục                               | Tác phẩm được đề cử | Kết quả   | Nguồn |
| ---- | ------------------------------------------------------------------------------------------ | -------------------------------------- | ------------------- | --------- | ----- |
| 2019 | Kazz Awards                                                                                | Nam diễn viên xuất sắc nhất            | Tội lỗi màu hồng    | Đoạt giải | [ 3 ] |
| 2019 | Idol Clear Kid's Honor Plaque Education in order to be a good model for children and youth |                                        |                     | Đoạt giải | [ 4 ] |
| 2019 | 4th Nakorn Awards                                                                          | Popular Public Rising Star of the Year | Tội lỗi màu hồng    | Đoạt giải | [ 5 ] |
| 2019 | Thailand Headlines Person of the Year Awards                                               | Văn hóa và Giải trí                    |                     | Đoạt giải | [ 6 ] |